# Гор Беј (Онтарио)
Гор Беј (енгл. Gore Bay) је градић у Канади у покрајини Онтарио. Према резултатима пописа 2011. у граду је живело 850 становника.

## Становништво
Према резултатима пописа становништва из 2011. у граду је живело 850 становника, што је за 8,0% мање у односу на попис из 2006. када је регистровано 924 житеља.
| 2006. | 2011. |
| ----- | ----- |
| 924   | 850   |